# Höfen (Tirol)
Höfen ist eine Gemeinde mit 1287 Einwohnern (Stand 1. Jänner 2025) und ein Dorf im Bezirk Reutte in Tirol (Österreich). Die Gemeinde liegt im Gerichtsbezirk Reutte.

## Geographie

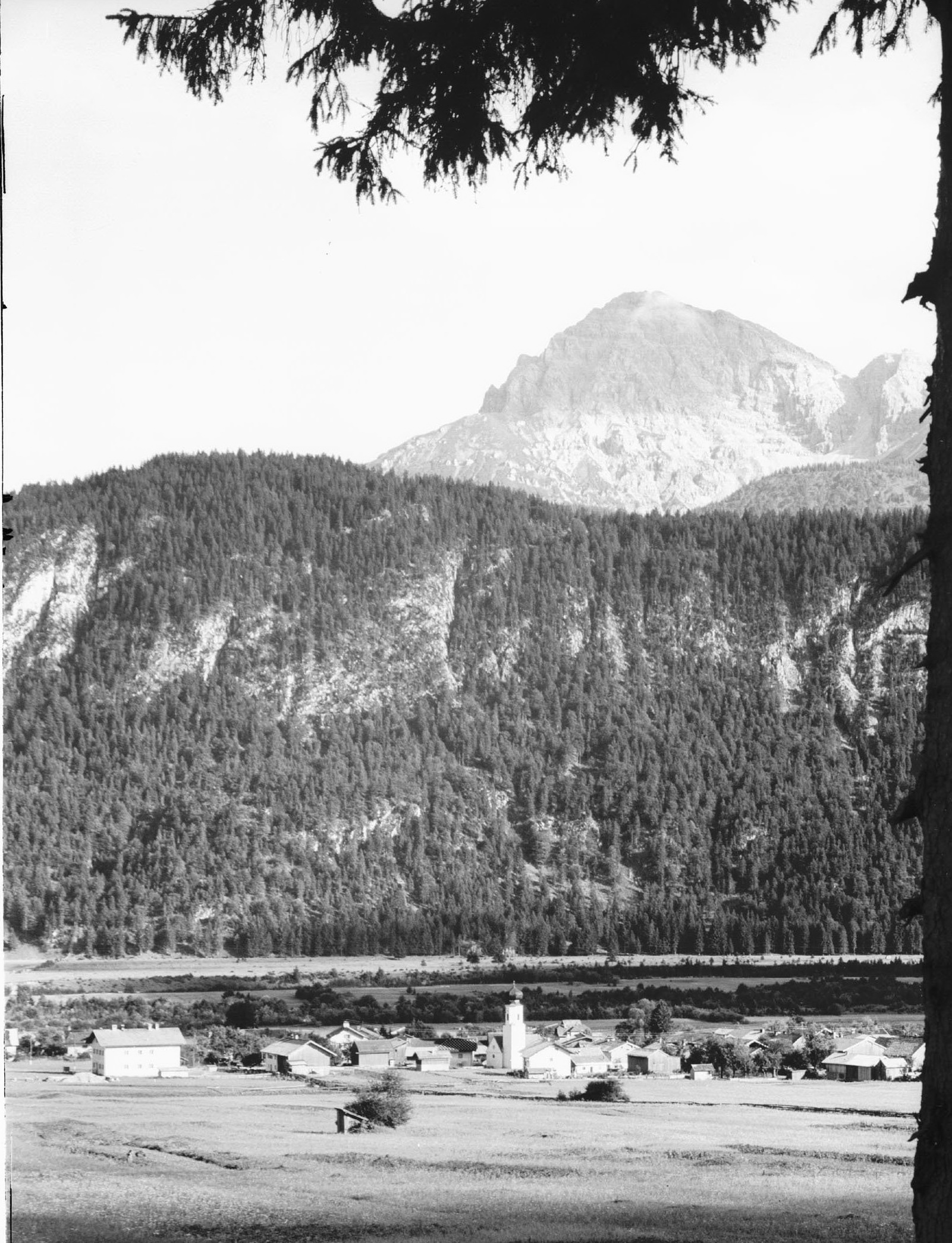
Höfen in Tirol im Jahr 1966

Höfen liegt südwestlich des Bezirkshauptorts Reutte im Reuttener Becken auf der linken Seite des Lech. Das Gemeindegebiet erstreckt sich bis zum 1938 m hohen Hahnenkamm mit dem Skigebiet Höfener Alpe. Die ehemalige Kabinenseilbahn auf den Hahnenkamm wurde 1956 eröffnet.

### Gemeindegliederung
Höfen besteht aus einer einzigen Ortschaft bzw. gleichnamigen Katastralgemeinde. Die Dörfer Höfen (711 Einwohner, Stand 2001), Hornberg (207 Einwohner) und Platten (334 Einwohner) bilden ein breites zusammengewachsenes Siedlungsband. Das Gebiet am Hahnenkamm, aus wenigen zerstreuten Häusern bestehend, ist nicht dauerhaft bewohnt.

### Nachbargemeinden
Höfen hat vier Nachbargemeinden, alle liegen im Bezirk Reutte.
|                    | Wängle                                      | Lechaschau |
| Weißenbach am Lech | Kompassrose, die auf Nachbargemeinden zeigt | Ehenbichl  |
| Weißenbach am Lech |                                             | Ehenbichl  |

## Geschichte
Der Name der Gemeinde leitet sich wahrscheinlich vom alemannischen Begriff für Rastplatz, Hof, ab. Höfen stammte von der Großgemeinde Aschau ab.
Höfen selber wurde 1427 erstmals urkundlich erwähnt und zählt zu den jüngsten Ansiedlungen des Außerferns. Hier führte vor dem Bau der Brücke von Reutte nach Lechaschau der Salztransport und das Flößen von Holz auf dem Lech eine große Rolle, da hier eine Furt über den Lech nach Ehenbichl bestand.
Am Anfang des 17. Jahrhunderts spielte der Flachsanbau eine Rolle, aus dem sich das Textilwerk Reutte entwickelte. Ein wichtiger Betrieb ist die Firma Koch Media mit dem Vertrieb von CDs und DVDs mit Tochtergesellschaften in Europa. Dies verhilft der Gemeinde zu einer ausgeglichenen Pendlerbilanz.
1956 wurde der Flugplatz Reutte-Höfen (der einzige im Bezirk) für Segelflieger eröffnet, der nun auch für einmotorige Motorflugzeuge zugelassen ist.
Der Ort liegt am Fernradweg, der als Via Claudia Augusta entlang einer gleichnamigen antiken Römerstraße verläuft.

### Bevölkerungsentwicklung

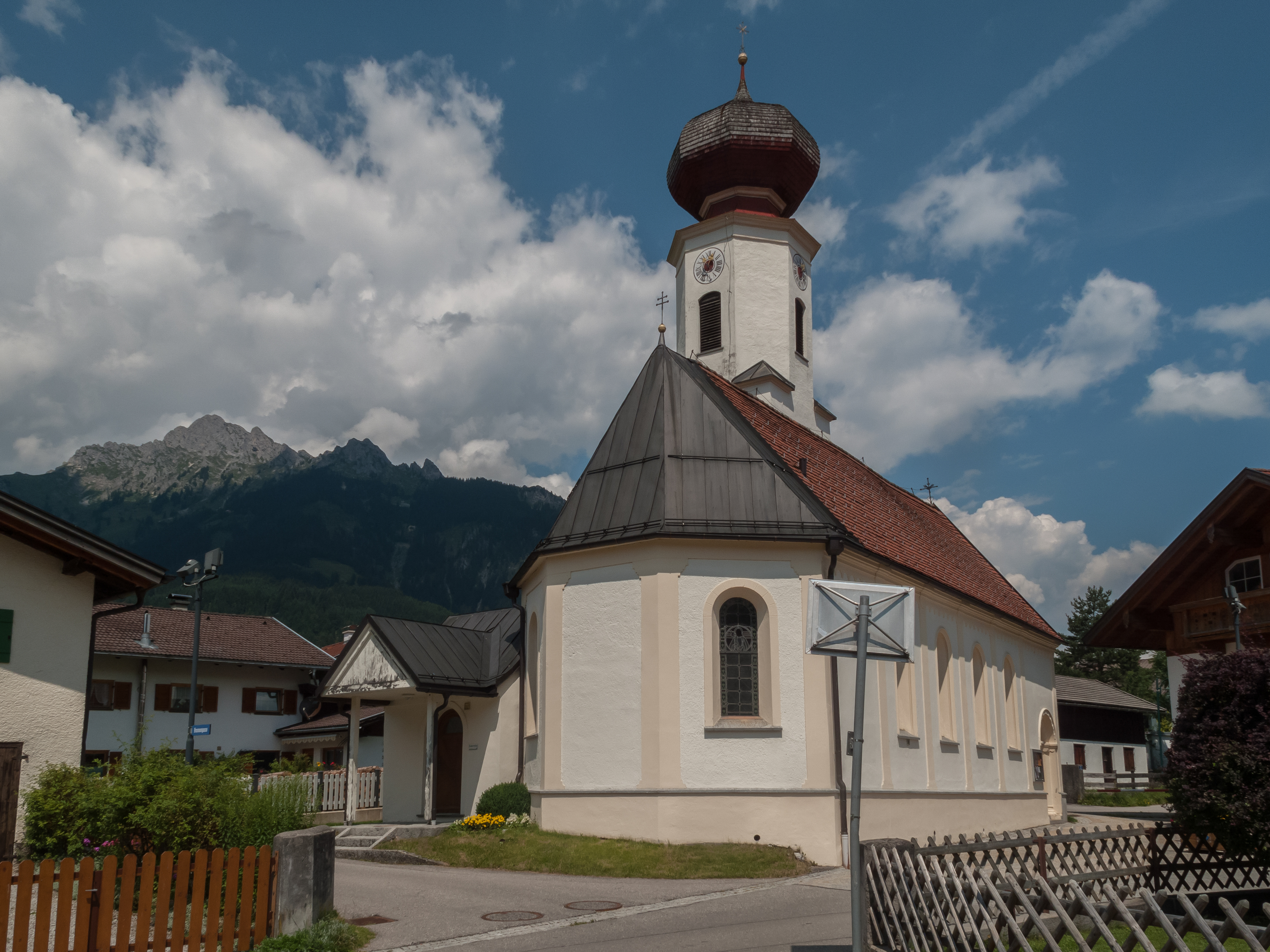
Katholische Filialkirche Maria Hilf

## Kultur und Sehenswürdigkeiten
Die Katholische Filialkirche Maria Hilf wurde 1692 erbaut. 1705 vergrößert, wurde die Kirche 1741 bis 1760 nochmals erweitert, der Turm wurde angebaut. Das Gemälde der Maria Himmelfahrt an der Kirchendecke malte 1800 Kirchenmaler Josef Anton Köpfle der aus Höfen kam. Daneben gibt es noch die Marienkapelle, sie liegt am Unteren Platte Weg und wurde 1876 erbaut, und historische Bildstöcke im Dorf in der Nähe vom Oberhornberg und des Schollenwiesenlifts. In Höfen sitzt der auf Sachbücher über Rock- und Popmusiker spezialisierte Hannibal Verlag.

## Wirtschaft und Infrastruktur

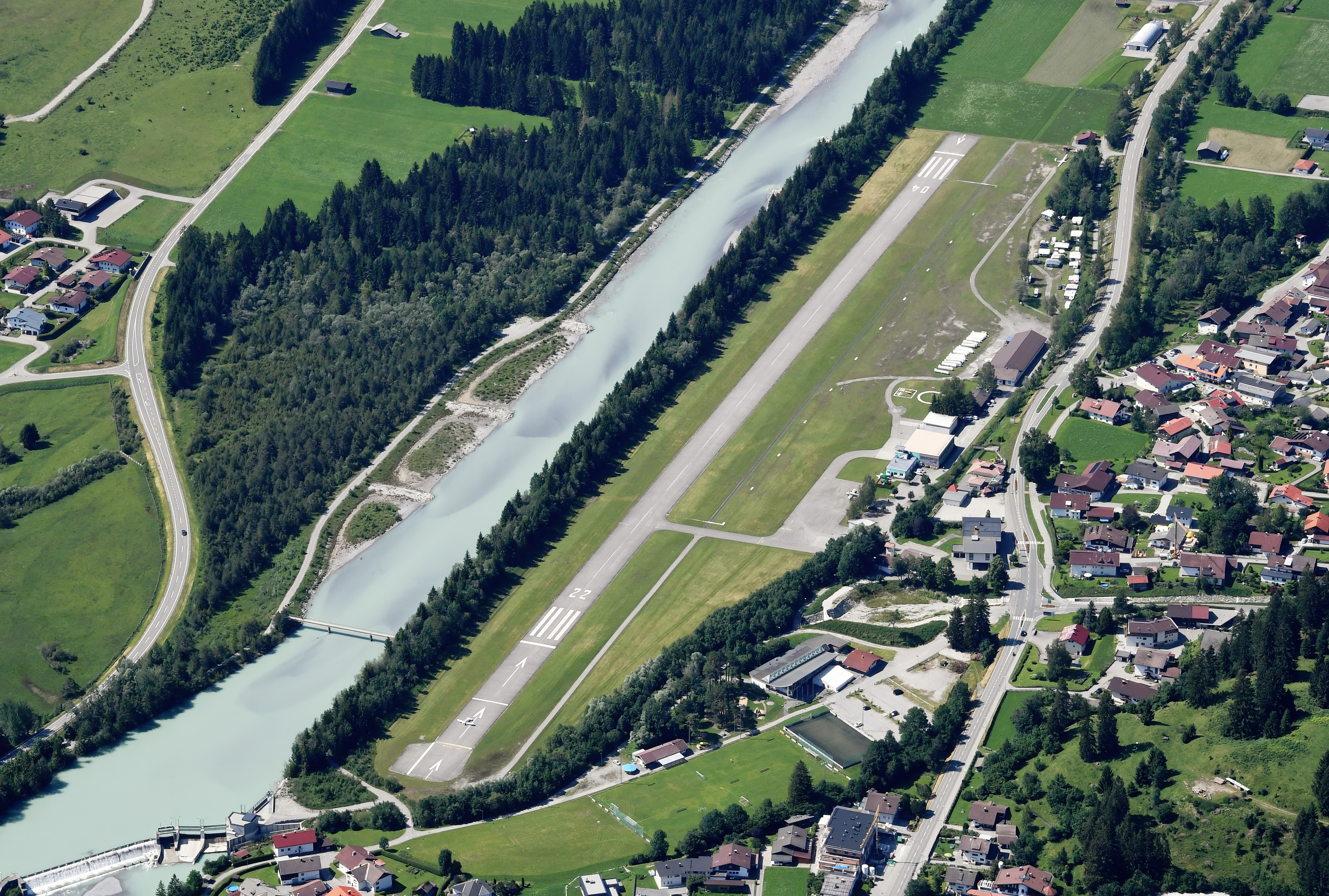
Flugplatz Reutte-Höfen

In Höfen gibt es 19 landwirtschaftliche Betriebe. Davon werden vier im Haupt-, zwölf im Nebenerwerb und drei von juristischen Personen geführt. Diese drei bewirtschaften mehr als 80 Prozent der Flächen (Stand 2010).
Die Anzahl der Übernachtungen stieg von 48.000 im Jahr 2010 auf 65.000 im Jahr 2019 und ging 2020 auf 50.000 zurück.
Die wichtigste Straßenverbindung ist die Lechtalstraße B198.
Im Gemeindegebiet befindet sich der Flugplatz Reutte-Höfen.

## Politik

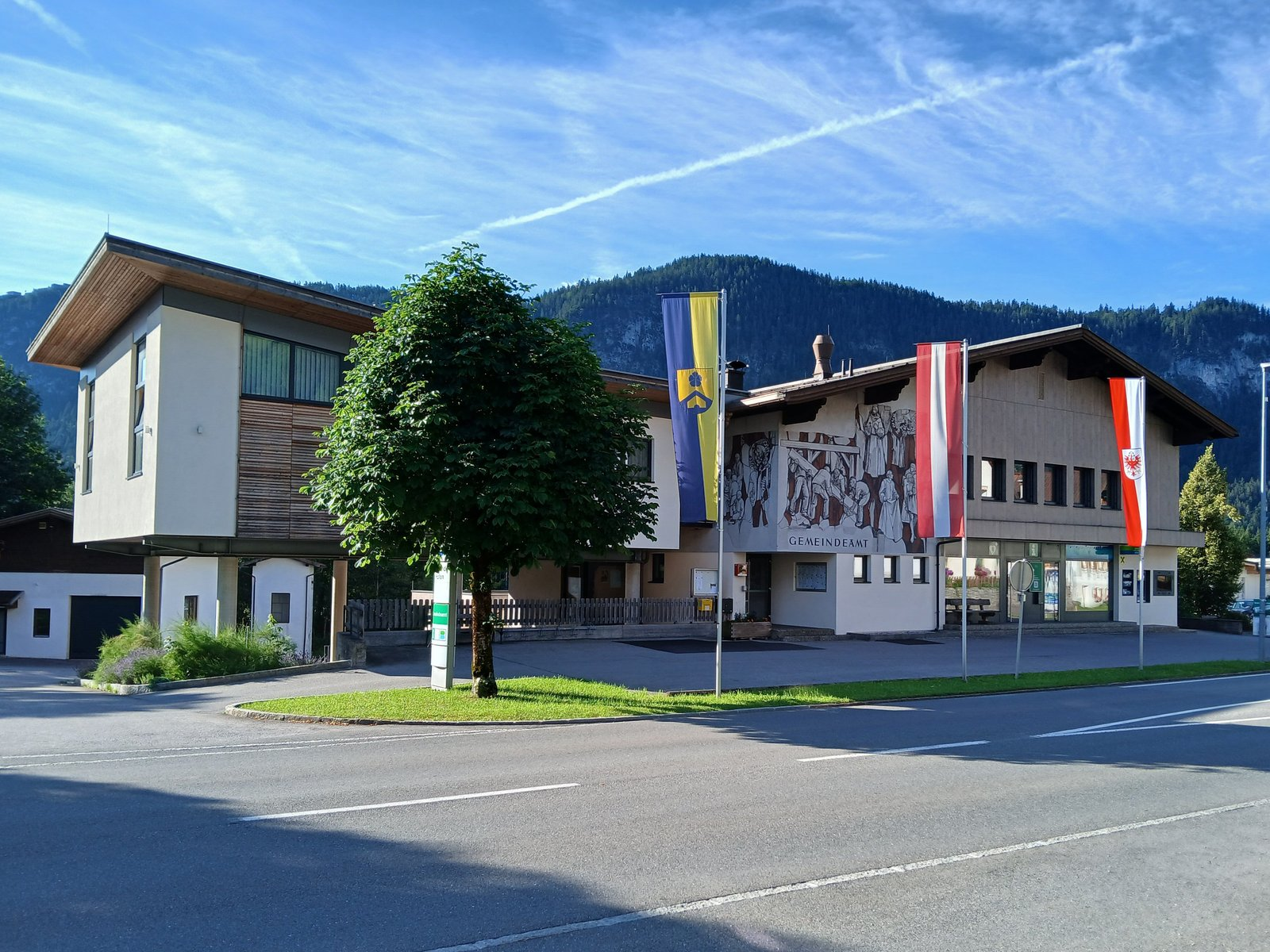
Gemeindeamt Höfen

### Gemeinderat
Der Gemeinderat besteht aus 13 Mandataren.
| Partei                   | 2022  | 2022    | 2016  | 2016    | 2010  | 2010    |
| Partei                   | %     | Mandate | %     | Mandate | %     | Mandate |
| ------------------------ | ----- | ------- | ----- | ------- | ----- | ------- |
| Gemeindeliste Höfen      | 53,11 | 7       | 48,40 | 6       | 46,71 | 6       |
| Höfener Dorfgemeinschaft | 46,89 | 6       | 51,60 | 7       | 53,29 | 7       |

### Bürgermeister
Bürgermeister von Höfen ist Rüdiger Reyman.

### Wappen
Blasonierung:
„In Gold eine blaue Flachsblüte über blauem, mit einem goldenen Haus belegten Winkelschildfuß.“
Das 1977 verliehene Gemeindewappen symbolisiert mit dem Haus den Ortsnamen und verweist mit der Flachsblüte auf den früher bedeutenden Flachsanbau. Die Farben der Gemeindeflagge sind Gelb-Blau.

## Persönlichkeiten

### Ehrenbürger
- Alois Partl, Altlandeshauptmann, 1978[13]

### Söhne und Töchter
- Josef Anton Köpfle (1757–1843), Maler
- Josef Lutz (1843–1895), Stadtbaumeister von München[2]
- Cölestin  Nigg (1734–1809), Generalvikar des Bistums Augsburg[2]